# Teeriluoto (ö i Södra Karelen, Villmanstrand, lat 61,16, long 27,90)
Teeriluoto är en ö i Finland. Den ligger i sjön Saimen och i kommunen Taipalsaari i den ekonomiska regionen  Villmanstrands ekonomiska region  och landskapet Södra Karelen, i den södra delen av landet, 190 km nordost om huvudstaden Helsingfors. Öns största längd är 40 meter i sydöst-nordvästlig riktning.